# Савченко, Алексей Юрьевич
Алексе́й Ю́рьевич Са́вченко (укр. Олексій Юрійович Савченко; род. 19 ноября 1977, Десна, Козелецкий район, Черниговская область) — украинский политик, предприниматель, народный депутат Украины VIII созыва, член фракции «Блок Петра Порошенко», заместитель председателя бюджетного Комитета Верховной Рады Украины, член межпарламентских групп по связям с парламентами Беларуси, Кипра, Норвегии, Словакии. Председатель Николаевской областной государственной администрации с 6 октября 2016 по 11 июня 2019 года.

## Образование
В 1994 году окончил Киевский военный лицей. В 1997 году окончил Институт подготовки кадров Управления по борьбе с организованной преступностью (УБОП). В 2003 году окончил Национальную академию внутренних дел Украины (квалификация — юрист). В 2008 году окончил Межрегиональную академию управления персоналом, квалификация — магистр экономики и управления трудовыми ресурсами.

## Карьера
- 1994—2003 — Главное управление МВД Украины в городе Киеве — заместитель начальника отдела, начальник отдела, заместитель начальника управления.
- 2004—2005 — начальник управления безопасности, заместитель председателя правления банка «Персональный Компьютер» (впоследствии «Родовид»).
- 2005—2006 — Председатель Правления ОАО «Азия Универсал Банк»;
- 2006—2010 — заместитель Председателя Правления, Председатель Правления ПАО «ПАРТНЕР-БАНК»;
- 2007 — Первый вице-президент ХК «Киевгорстрой»;
- 2010 — председатель концерна «Укрспирт» (в течение 2 месяцев);
- 2010—2011 — Председатель Наблюдательного Совета ПАО «КОНВЕРСБАНК»;
- 2011—2012 — председатель правления «Авант-Банка», советник председателя правления по экономическим вопросам;
- С 2014 — народный депутат Украины VIII созыва, член фракции «Блок Петра Порошенко», заместитель председателя Комитета ВР по вопросам бюджета.
- 6 октября 2016 года назначен на должность председателя Николаевской областной государственной администрации[6]. Представлял Алексея Савченко на должности главы ОГА в Николаеве первый заместитель Главы Администрации Президента Украины Виталий Ковальчук[7]. 11 июня 2019 года указом Президента Зеленского был уволен с поста председателя Николаевской областной государственной администрации[4].

## Законодательная деятельность
Автор ряда законопроектов и проектов постановлений в бюджетной сфере. В частности, инициировал изменения в законодательство о государственных закупках, Налоговый кодекс, поддержал систему финансирования дорожного строительства за счёт поступлений от таможенных сборов. Также Алексей Савченко инициировал внедрение на Украине системы внутреннего аудита чиновников и директоров госпредприятий. Кроме того, выступил соавтором новой системы коммерческого учёта коммунальных услуг.

## Общественная деятельность
С 2014 — президент Национальной федерации самбо Украины. Был президентом футбольного клуба «Десна» (Чернигов)

## Спортивные достижения
Кандидат в мастера спорта по боксу и кикбоксингу.

## Критика
Победитель конкурса на должность председателя Николаевской ОГА, народный депутат от фракции «Блок Петра Порошенко» Алексей Савченко допустил многочисленные ошибки в презентации своей конкурсной программы, что тем не менее не помешало ему стать победителем и занять должность губернатора.